# BAG Bankaktiengesellschaft
Die BAG Bankaktiengesellschaft (BAG) ist ein Spezialkreditinstitut der Genossenschaftlichen FinanzGruppe Volksbanken Raiffeisenbanken mit Vollbanklizenz (sog. CRR-Institut) mit Sitz im westfälischen Hamm. mit dem Zweck der Bearbeitung und des Ankaufs problembehafteter Kreditengagements, Immobilien und Beteiligungen.

## Geschichte
Die BAG Bankaktiengesellschaft entstand 1987 aus der in Schieflage geratenen Hammer Bank SpaDaKa eG. Ursprüngliche Aufgabe der BAG war es, als Bad Bank die Abwicklung der Hammer Bank zu vollziehen. Seit Ende der 1990er Jahre wurde die BAG zum Volldienstleister in der Problemkreditbearbeitung und wurde daher als dauerhaftes Spezialkreditinstitut innerhalb der genossenschaftlichen Finanzgruppe erhalten. War die Tätigkeit der BAG zunächst auf Sanierungsbanken beschränkt, bietet sie ihre Dienstleistungen seit 2005 allen deutschen Genossenschaftsbanken an und wird darüber hinaus in Einzelfällen auch für Sparkassen oder Kreditinstitute im deutschsprachigen Ausland tätig.

## Rechtsverhältnisse
Die BAG Bankaktiengesellschaft ist im Handelsregister beim Amtsgericht Hamm unter HRB 1175 eingetragen und ist eine fast 100-prozentige Tochter des Bundesverbandes der Deutschen Volksbanken und Raiffeisenbanken e.V. (BVR).

## Organisationsstruktur
Rechtsgrundlagen sind das Aktiengesetz und die Satzung. Organe der Bank sind der Vorstand, der Aufsichtsrat und die Hauptversammlung.

## Geschäftsausrichtung
Als Dienstleister bietet die BAG vorrangig die Problemkreditbearbeitung in Form eines Forderungsankaufs sowie als reiner Dienstleister im Servicing (Outsourcing) an. Dies unterscheidet sich vor allem in der Wirkung auf die Bankbilanz, da bei einem Forderungsankauf der Kredit an die BAG übergeht, bei einem Servicing hingegen ein Kreditfall im Auftrag (und nach Strategievorgabe) der jeweiligen Volks- oder Raiffeisenbank bearbeitet wird. Die Bearbeitung kann auch in der Erarbeitung und Begleitung von Abwicklungs- und Sanierungskonzeptionen bestehen.
Während bei Sanierungsfällen die enge Begleitung der Kreditnehmer samt Überwachung der erforderlichen Sanierungskonzepte im Vordergrund steht, um deren Kapitaldienstfähigkeit wiederherzustellen, steht bei Abwicklungskrediten die Verwertung von Kreditsicherheiten zur Vermeidung von Schäden für die ursprünglich kreditierende Bank im Fokus der Bearbeitung.
In einigen Fällen hat diese Diskussion zu medienwirksamer Berichterstattung geführt, u. a. am 5. Juli 2005, als die BAG eine für einen Kredit als Sicherheit dienende Fläche in der Nähe des ehemaligen Grenzübergangs Checkpoint Charlie an der Berliner Mauer räumen ließ. Diese Maßnahme der Zwangsräumung war in der öffentlichen Wahrnehmung umstritten und stieß in der Presse auf ein großes Echo.

## Die BAG-Gruppe
Die BAG verfügt über Beteiligungen an verschiedenen Gesellschaften, die entweder komplementäre Leistungen erbringen (z. B. Grundstücksvermarktung, Immobilienbewertung, Inkassodienstleistungen) oder dazu dienen, problembehaftete Immobilien oder Gesellschaftskonstruktionen (z. B. geschlossene Immobilienfonds) ressourcenschonend zu liquidieren.